# توبي نج
توبي نج (بالإنجليزية: Toby Ng) هو لاعب كرة الريشة ومدرب رياضي كندي، ولد في 8 أكتوبر 1985 في فانكوفر في كندا.

## وصلات خارجية
- توبي نج على موقع BWF.tournamentsoftware.com (الإنجليزية)
- توبي نج على موقع BWFbadminton.com (الإنجليزية)
- توبي نج على موقع اللجنة الأولمبية الدولية (الإنجليزية)
- توبي نج على موقع أوليمبيديا (الإنجليزية)
- توبي نج على موقع اللجنة الأولمبية الكندية (الإنجليزية)
- توبي نج على موقع اتحاد ألعاب الكومنولث (مؤرشف) (الإنجليزية)
- توبي نج على موقع دورة ألعاب الكومنولث 2014 (مؤرشف) (الإنجليزية)